# كاستيلانيلية دايجونينية
كاستيلانيلية دايجونينية (الاسم العلمي: Castellaniella daejeonensis) هي نوع من البكتيريا، سلبية الغرام، تتبع جنس الكاستيلانيلية.